# Carrie Cunningham
Pour les articles homonymes, voir Cunningham.
Carrie Cunningham est une joueuse de tennis américaine, professionnelle de 1987 à 1994, née le 28 avril 1972.
En 1992, elle a joué le 4e tour à l'US Open (battue par Manuela Maleeva), sa meilleure performance en simple dans une épreuve du Grand Chelem. Durant sa carrière junior, elle a remporté le simple filles de l'US Open 1988.
Monica Seles affirmera que c'est en jouant face à elle, en junior, qu'elle aurait commencé à pousser ses célèbres rugissements.

## Palmarès

### Titre en double dames
Aucun

### Finale en double dames
| No | Date       | Nom et lieu du tournoi       | Catégorie | Dotation  | Surface    | Vainqueures                    | Partenaire   | Score    |          |
| -- | ---------- | ---------------------------- | --------- | --------- | ---------- | ------------------------------ | ------------ | -------- | -------- |
| 1  | 16/09/1991 | Nichirei Int’l Champ’s Tokyo | Tier II   | 350 000 $ | Dur (ext.) | Mary Joe Fernández Pam Shriver | Laura Arraya | 6-3, 6-3 | Parcours |

## Parcours en Grand Chelem

### En simple dames
| Année | Open d'Australie | Open d'Australie | Internationaux de France | Internationaux de France | Wimbledon       | Wimbledon         | US Open         | US Open         |
| ----- | ---------------- | ---------------- | ------------------------ | ------------------------ | --------------- | ----------------- | --------------- | --------------- |
| 1988  | -                | -                | -                        | -                        | -               | -                 | 1er tour (1/64) | Terry Phelps    |
| 1989  | 2e tour (1/32)   | Jana Novotná     | 1er tour (1/64)          | Susan Sloane             | 2e tour (1/32)  | Katrina Adams     | 1er tour (1/64) | Laxmi Poruri    |
| 1990  | 1er tour (1/64)  | Steffi Graf      | -                        | -                        | 2e tour (1/32)  | Jana Novotná      | 2e tour (1/32)  | Larisa Neiland  |
| 1991  | 3e tour (1/16)   | Amy Frazier      | 3e tour (1/16)           | Conchita Martínez        | 2e tour (1/32)  | Andrea Strnadová  | 1er tour (1/64) | Jo Durie        |
| 1992  | 1er tour (1/64)  | Amy Frazier      | 1er tour (1/64)          | Donna Faber              | 1er tour (1/64) | Debbie Graham     | 4e tour (1/8)   | Manuela Maleeva |
| 1993  | 1er tour (1/64)  | Monique Javer    | 1er tour (1/64)          | Brenda Schultz           | 1er tour (1/64) | Gabriela Sabatini | -               | -               |
| 1994  | -                | -                | -                        | -                        | -               | -                 | 1er tour (1/64) | Lisa Raymond    |

À droite du résultat, l’ultime adversaire.

### En double dames
| Année | Open d'Australie             | Open d'Australie         | Internationaux de France      | Internationaux de France    | Wimbledon | Wimbledon | US Open                       | US Open                   |
| ----- | ---------------------------- | ------------------------ | ----------------------------- | --------------------------- | --------- | --------- | ----------------------------- | ------------------------- |
| 1988  | -                            | -                        | -                             | -                           | -         | -         | 1er tour (1/32) Andrea Farley | C. Bassett Beth Herr      |
| 1991  | -                            | -                        | 1er tour (1/32) A. Temesvári  | Lupita Novelo B. Somerville | -         | -         | 1er tour (1/32) Laura Arraya  | Leila Meskhi Mercedes Paz |
| 1992  | 1er tour (1/32) Laura Arraya | R. Fairbank Lise Gregory | 1er tour (1/32) T. Whitlinger | K. Godridge A. Woolcock     | -         | -         | 2e tour (1/16) M. L. Piatek   | G. Fernández N. Zvereva   |

Sous le résultat, la partenaire ; à droite, l’ultime équipe adverse.

### En double mixte
| Année | Open d'Australie          | Open d'Australie        | Internationaux de France    | Internationaux de France | Wimbledon | Wimbledon | US Open | US Open |
| 1992  | 2e tour (1/8) Luke Jensen | Robin White Scott Davis | 1er tour (1/32) Luke Jensen | R. Fairbank P. Aldrich   | -         | -         | -       | -       |

Sous le résultat, le partenaire ; à droite, l’ultime équipe adverse.

## Classements WTA en fin de saison

### En simple
| Année | 1988 | 1989 | 1990 | 1991 | 1992 | 1993 | 1994 |
| Rang  | 138  | 85   | 71   | 51   | 87   | 227  | 635  |

Source : (en) « Classements de Carrie Cunningham », sur le site officiel du WTA Tour

### En double
| Année | 1990 | 1991 | 1992 | 1993 |
| Rang  | 469  | 58   | 204  | 757  |

Source : (en) « Classements de Carrie Cunningham », sur le site officiel du WTA Tour